# Cheng Xunzhao
Cheng Xunzhao (chinesisch 程训钊; * 9. Februar 1991 in Xuzhou) ist ein chinesischer Judoka, der 2016 Olympiadritter in der Gewichtsklasse bis 90 Kilogramm war. Cheng Xunzhao war der erste Mann, der im Judo eine olympische Medaille für China gewann.

## Sportliche Karriere
Der 1,85 m große Cheng Xunzhao nahm 2009 erstmals am internationalen Turnier in Qingdao teil und belegte den fünften Platz. Im Jahr darauf belegte er in Almaty den dritten Platz beim Weltcup-Turnier. 2012 siegte er bei einem Ostasienturnier in Gochang und beim Turnier in Qingdao. 2013 war er Zweiter bei den Ostasienspielen in Tianjin. Bei den Asienspielen 2014 belegte er den siebten Platz, 2015 war er Fünfter der Asienmeisterschaften. Bei den Asienmeisterschaften 2016 in Taschkent unterlag er im Halbfinale dem Japaner Yūsuke Kobayashi, gewann aber Bronze durch einen Sieg über den Inder Avtar Singh in der Hoffnungsrunde.
Bei den Olympischen Spielen 2016 in Rio de Janeiro gewann er seine ersten beiden Kämpfe gegen den Griechen Ilias Iliadis und den Ungarn Krisztián Tóth in jeweils unter einer Minute. Das Viertelfinale gegen den Schweden Marcus Nyman dauerte 1:49 Minuten. Im Halbfinale siegte der Japaner Mashu Baker nach 4:40 Minuten. Nur im Kampf um die Bronzemedaille gegen den Mongolen Lchagwasürengiin Otgonbaatar musste Cheng Xunzhao über die volle Fünf-Minuten-Distanz, er gewann wegen Strafwertungen gegen den Mongolen.
2017 gewann Cheng Xunzhao im Finale des Grand-Slam-Turniers von Paris gegen den Franzosen Axel Clerget. Cheng Xunzhao war der erste Chinese der bei dem Traditionsturnier in Paris gewinnen konnte, nachdem zuvor schon zahlreiche Chinesinnen dort gewonnen hatten.